# WWE Stomping Grounds
Stomping Grounds fue un evento de lucha libre profesional de pago por visión y del WWE Network producido por la WWE. Tuvo lugar el 23 de junio de 2019 en el Tacoma Dome en Tacoma, Washington. El tema oficial del evento fue "Boom" de X Ambassadors.

## Antecedentes
En Money in the Bank, Becky Lynch retuvo el Campeonato Femenino de Raw contra Lacey Evans, quien a su vez hizo que Lynch perdiera su Campeonato Femenino de SmackDown ante Charlotte Flair esa misma noche. Después de eso, Bayley, quien ganó el Money in the Bank ladder match femenino esa noche, cobró el contrato ante Flair para ganar el Campeonato Femenino de SmackDown. En el episodio del 4 de junio de SmackDown, Flair compitió en un combate contra Carmella y Alexa Bliss de Raw, quien apareció a través de la regla del comodín, para ganar una revancha contra Bayley por el título en Stomping Grounds. Bliss, sin embargo, fue la que ganó el combate y la oportunidad por el título. Mientras tanto, después de más disputas entre Lynch y Evans en Raw, otro combate entre las dos por el Campeonato Femenino de Raw fue programado para Stomping Grounds.
En Super ShowDown, Seth Rollins retuvo el Campeonato Universal de la WWE contra Baron Corbin después de que Corbin discutiera con el árbitro, John Cone, lo que le permitió a Rollins realizar un «Roll-up» al distraído Corbin para la victoria. Después del combate, Corbin atacó a Rollins con un End of Days y se programó una revancha por el título para Stomping Grounds. En el siguiente Raw, Corbin reveló que, ya que culpó al árbitro por haberle costado el combate en Super ShowDown, los funcionarios de la WWE le permitieron elegir un árbitro especial invitado para el combate. Como resultado, Rollins atacó a las opciones potenciales de Corbin para árbitro especial invitado: Elias, EC3 y Eric Young en Raw, y The B-Team (Curtis Axel & Bo Dallas) en SmackDown, por lo que la decisión de Corbin sobre el árbitro especial invitado permaneció desconocida antes de Stomping Grounds. Mientras tanto, también en Super ShowDown, Kofi Kingston derrotó a Dolph Ziggler para retener el Campeonato de la WWE gracias a la interferencia de su compañero miembro de The New Day, Xavier Woods. Después del combate, un furioso Ziggler afirmó que habría derrotado a Kingston si no hubiera sido por Woods y luego desafió a Kingston a un Steel Cage match por el título en Stomping Grounds y Kingston aceptó.
En WrestleMania 35, Roman Reigns derrotó a Drew McIntyre. Reigns luego fue reclutado por SmackDown en el Superstar Shake-up, mientras que McIntyre se unió a Shane McMahon, pero perdió otro combate ante Reigns por descalificación cuando Reigns apareció en el episodio de Raw del 6 de mayo a través de la regla de comodín. En Super ShowDown, Shane derrotó a Reigns gracias a un Claymore de McIntyre mientras el árbitro estaba incapacitado. Después, otro combate entre Reigns y McIntyre fue programado para Stomping Grounds.

## Resultados
En paréntesis se indica el tiempo de cada combate:
- Kick-Off: Drew Gulak derrotó a Tony Nese (c) y Akira Tozawa y ganó el Campeonato Peso Crucero de la WWE (11:20).[13][14]
  - Gulak cubrió a Tozawa después de un «Cyclone Clash».
- Becky Lynch derrotó a Lacey Evans y retuvo el Campeonato Femenino de Raw (11:30).[15][16]
  - Lynch forzó a Evans a rendirse con un «Dis-Arm-Her».
- Kevin Owens & Sami Zayn derrotaron a The New Day (Big E & Xavier Woods) (11:05).[15][17]
  - Owens cubrió a Woods después de un «Stunner».
- Ricochet derrotó a Samoa Joe y ganó el Campeonato de los Estados Unidos (12:25).[15][18]
  - Ricochet cubrió a Joe después de un «630° Senton».
- Daniel Bryan & Rowan derrotaron a Heavy Machinery (Otis & Tucker) y retuvieron el Campeonato en Parejas de SmackDown (14:25).[15][19]
  - Bryan cubrió a Tucker con un «Small Package».
- Bayley derrotó a Alexa Bliss (con Nikki Cross) y retuvo el Campeonato Femenino de SmackDown (10:35).[15][20]
  - Bayley cubrió a Bliss después de un «Bayley-to-Belly».
  - Durante la lucha, Cross interfirió a favor de Bliss.
- Roman Reigns derrotó a Drew McIntyre (con Shane McMahon) (17:20).[15][21]
  - Reigns cubrió a McIntyre después de un «Spear».
  - Durante la lucha, Shane interfirió a favor de McIntyre.
- Kofi Kingston derrotó a Dolph Ziggler  en un Steel Cage Match y retuvo el Campeonato de la WWE (20:00).[15][22]
  - Kingston ganó la lucha después de escapar de la jaula al lanzarse por entre las cuerdas de la puerta y caer fuera de la jaula.
- Seth Rollins derrotó a Baron Corbin en un No Disqualification, No Countout Match (con Lacey Evans como árbitro especial invitada) y retuvo el Campeonato Universal de la WWE (18:25).[15][23]
  - Rollins cubrió a Corbin después de un «Curb Stomp».
  - Durante la lucha, Evans interfirió a favor de Corbin.
  - Durante la lucha, Becky Lynch interfirió a favor de Rollins atacando a Evans, por lo que Evans tuvo que ser reemplazada como árbitro por John Cone.
  - Originalmente, la lucha era un combate estándar, pero Evans la cambió primero a un No Countout Match, y luego a un No Disqualification, No Countout Match.
  - Después de la lucha, Lynch celebró junto con Rollins.